# Коалінг Гайлендерс
Коалінг Гайлендерс (англ. Qoaling Highlanders) — футбольний клуб з міста Масеру.

## Історія
Футбольний клуб «Коалінг Гайлендерс» було засновано в червні 1957 року в місті Масеру під назвою ФК «Лікакола». Клуб було створено з ініціативи Нтате Макало Расііле, покійний Нтате Ліра Мочочоко, Нтате Летлаца Мацосо (перший президент клубу), Нтате Жобо Мацосо (автор назви  ФК «Лікакола») і Нтате Бой Заеле (дав клубу нинішню назву).
Оскільки в той час не було дивізіону «C», то команда розпочала свої виступи відразу з дивізіону «B». Згідно з регламентом, команда з дивізіону «B» мала тричі поспіль перемогти в чемпіонаті, щоб потрапити до дивізіону «A». Клуб виконав цю вимогу і переміг в 1964, 1965 та 1966 роках. Щоправда в дивізіоні «A» команда надовго не затрималася і вже за підсумками сезону 1967 року повернулася до дивізіону «B». У 1968 році граючим тренером та президентом клубу став Нтате Кобела Селабо. Пізніше Нтате Сейбопі протягом декількох місяців виконував обов'язки президента клубу, а потім на цій посаді його замінив Нтате Рамохау.
Команда на чолі з Нтате Рамохау та Нтате Кобела в 1969 році була винагороджена. В 1970 році клуб знову на один сезон повернувся до  дивізіону «A». Пізніше Нтате Кобела разом з деякими гравцями залишив команду та створив новий клуб — ФК «Грифони Коалінгу». Пізніше Нтате Мфузінг очолив клуб, який наприкінці 1970-х років почав поступово занепадати, і більше ніколи не повертався до дивізіону «А» та не вигравав будь-яких трофеїв.
Відродження клубу розпочинається в 2008 році, коли спочатку президентом команди стає Нтате Тебохо Шеліле, а дещо пізніше головним тренером стає Нтате Райт Мафока. Під його керівництвом «Горці Коалінгу» спочатку виграли путівку до дивізіону «A», а потім, в сезоні 2011/12 років і путівку до Прем'єр-ліги. Починаючи з сезону 2012/13 років Нтате Тебохо Кокоме працює помічником головного тренера. В сезоні 2013/14 років, в своєму другому сезоні у вищому дивізіоні, «горці» дісталися фіналу Топ-8 Прем'єр ліги. Нтате Макеза Заеле був призначений президентом клубу на початку сезону 2014/15 років. Але цього ж сезону клуб посів останнє 14-те місце та вилетів до дивізіону «A».

## Досягнення
- Дивізіон «A»
  -  Чемпіон (1): 2011/12

- Дивізіон «B»
  -  Чемпіон (3): 1964, 1965, 1966

- Топ-8 Прем'єр-ліги
  -  Фіналіст (1): 2013/14